# Paul Beulque
Paul Louis Désiré Beulque (* 29. April 1877 in Tourcoing; † 1. November 1943 ebenda) war ein französischer Wasserballspieler.

## Karriere
Beulque nahm an den Olympischen Spielen 1912 in Stockholm teil. Hier erreichte er mit der französischen Nationalmannschaft den fünften Rang. Bei den Olympischen Spielen 1924 und 1928 wurde er später als Schiedsrichter in den Wasserballwettbewerben eingesetzt. Zwischen 1937 und 1943 war er Präsident des von ihm mitgegründeten Vereins Enfants de Neptune de Tourcoing. 1951 wurde das Schwimmstadion von Tourcoing nach ihm benannt – diesen Namen behielt die Stätte bis zur Schließung 2008.
Sein Schwiegersohn Albert Vandeplancke nahm 1928 an den Olympischen Spielen im Schwimmsport und Wasserball teil.